# عزلة الثلث (حجة)

تعديل مصدري - تعديل

عزلة الثلث هي إحدى عزل مديرية كعيدنة في محافظة حجة اليمنية ويبلغ تعداد سكانها 13133 نسمة حسب التعداد السكاني في اليمن لعام 2004.